# Roberto Piumini
Roberto Piumini (ur. 14 marca 1947 w Edolo) – włoski pisarz i poeta, autor książek dla dzieci i młodzieży. Jest uważany – obok Bianki Pitzorno – za literackiego spadkobiercę Gianniego Rodariego.

## Życiorys
Ukończył studia pedagogiczne na Katolickim Uniwersytecie w Mediolanie. Następnie uczęszczał do mediolańskiej Wyższej Szkoły Komunikacji Społecznej (specjalność: Teoria i technika teatru). Od 1967 do 1973 pracował jako nauczyciel włoskiego w gimnazjach i szkołach średnich. Przez trzy lata zajmował się też zawodowo aktorstwem – zrezygnował z niego w 1975, kiedy urodził mu się syn, Michele Piumini.
Debiutancki zbiór opowiadań Il giovane che entrava nel palazzo ukazał się w 1978. Od tego czasu Piumini opublikował ponad trzysta książek, głównie dla dzieci i młodzieży (opowiadań, powieści, zbiorów poezji, poematów i ballad, tekstów teatralnych, adaptacji i tłumaczeń). O sukcesie jego twórczości świadczą liczne przekłady na inne języki. Do najważniejszych tekstów tego autora należą: Migotnik (Lo stralisco, 1987), Il carro a sei ruote (1988), Motu-Iti. L’isola dei gabbiani (1989), Denis del pane (1992), Maciuś i dziadek (Mattia e il nonno, 1993). Piumini jest laureatem wielu prestiżowych nagród literackich, m.in. Premio Cento (1979 i 1995), Nagrody Andersena (1983 i 1985), Premio Chiara (1991).

## Polskie przekłady
- Migotnik (Lo stralisco), tłum. E. Nicewicz-Staszowska, Wydawnictwo Bona, Kraków 2012.
- Maciuś i dziadek (Mattia e il nonno), tłum. E. Nicewicz-Staszowska, Wydawnictwo Bona, Kraków 2013 (Nagroda Literacka im. Leopolda Staffa).